# 全日本サラブレッドカップ
全日本サラブレッドカップ（ぜんにほんサラブレッドカップ）とは日本の地方競馬である笠松競馬場で行われた競馬の重賞競走である。

## 概要
1988年にサラブレッド系3歳（旧4歳）以上の地方全国交流競走として創設。当時のサラブレッド系古馬による地方全国交流競走は他に帝王賞とオールカマー（どちらも中央競馬所属馬も出走可能）のみであった。
その後、1989年にブリーダーズゴールドカップと名古屋市制100周年記念が創設、1990年に川崎記念が地方全国交流競走になり1995年の「交流元年」には中央地方全国交流競走が一気に増加した。
そのため全日本サラブレッドカップの存在意義は薄れ、1994年に休止。1997年に復活し中央地方全国交流競走となったが、2004年に廃止された。
2005年からは同時期に「笠松グランプリ」として交流規模を東海・北陸・近畿地方に縮小して行われている（2012年からは地方全国交流となっている）。

## 歴史
- 1988年 - 創設。出走条件は地方競馬全国のサラブレッド系旧4歳以上馬。距離ダート2500メートル。
- 1994年 - 休止。
- 1997年 - 出走条件を中央地方全国のサラブレッド系旧4歳以上馬に変更。距離ダート1400メートルに短縮。ダートグレードによるGIIIに格付け。
- 2004年 - 廃止。

### 歴代優勝馬
| 回数   | 施行日         | 距離    | 優勝馬             | 性齢 | 所属 | タイム | 優勝騎手 | 管理調教師 | 馬主                   |
| ------ | -------------- | ------- | ------------------ | ---- | ---- | ------ | -------- | ---------- | ---------------------- |
| 第1回  | 1988年11月23日 | ダ2500m | フエートノーザン   | 牡5  | 笠松 | 2:49.8 | 安藤勝己 | 吉田秋好   | 高橋義和               |
| 第2回  | 1989年11月23日 | ダ2500m | ポールドヒユーマ   | 牡6  | 笠松 | 2:45.7 | 青木達彦 | 鈴木良文   | 鈴木義富               |
| 第3回  | 1990年11月23日 | ダ2500m | マツクスフリート   | 牝3  | 笠松 | 2:46.2 | 安藤勝己 | 荒川友司   | 松田三芳               |
| 第4回  | 1991年11月24日 | ダ2500m | タイプスワロー     | 牡5  | 笠松 | 2:46.2 | 井上孝彦 | 荒川友司   | 水野俊一               |
| 第5回  | 1992年11月23日 | ダ2500m | キタシバスペイン   | 牡5  | 金沢 | 2:45.8 | 桑野等   | 鷹尾雄治   | 大井山栄治             |
| 第6回  | 1993年11月23日 | ダ2500m | ウットマン         | 牡4  | 笠松 | 2:46.9 | 濱口楠彦 | 荒川友司   | 上野助治               |
| 第7回  | 1994年11月23日 | ダ2500m | マルブツセカイオー | 牡4  | 愛知 | 2:46.4 | 戸部尚実 | 斉藤弘光   | 大澤毅                 |
| 第8回  | 1997年11月24日 | ダ1400m | トミケンライデン   | 牡3  | 笠松 | 1:28.2 | 安藤光彰 | 荒川友司   | （有）トミケン         |
| 第9回  | 1998年11月23日 | ダ1400m | バトルライン       | 牡5  | JRA  | 1:26.9 | 藤田伸二 | 松田博資   | （有）社台レースホース |
| 第10回 | 1999年11月23日 | ダ1400m | マジックリボン     | 牝6  | 笠松 | 1:26.6 | 安藤勝己 | 荒川友司   | 吉田重雄               |
| 第11回 | 2000年11月28日 | ダ1400m | ハカタビッグワン   | 牡5  | 笠松 | 1:26.5 | 安藤光彰 | 飯干秀人   | 大迫忍                 |
| 第12回 | 2001年11月23日 | ダ1400m | ゴールドプルーフ   | 牡6  | 愛知 | 1:25.6 | 河端秀俊 | 今津勝之   | 近藤正道               |
| 第13回 | 2002年11月26日 | ダ1400m | ヤマカツスズラン   | 牝5  | JRA  | 1:24.3 | 池添謙一 | 池添兼雄   | 山田博康               |
| 第14回 | 2003年11月24日 | ダ1400m | レジェンドハンター | 牡6  | 笠松 | 1:26.1 | 山崎真輝 | 高田勝良   | 廣瀬普                 |
| 第15回 | 2004年11月23日 | ダ1400m | ディバインシルバー | 牡6  | JRA  | 1:26.6 | 安藤勝己 | 和田正道   | 櫻井正                 |

※2000年以前の優勝馬も馬齢は現表記を用いる。
- JBISサーチ - 2015年1月27日閲覧
  - 1988年、1989年、1990年、1991年、1992年、1993年、1994年、1997年、1998年、1999年、2000年、2001年、2002年、2003年、2004年